# Schneeberg (Baviera)
Schneeberg è un comune tedesco di 1 865 abitanti, situato nel land della Baviera.